# System80
System80はコンバッション・エンジニアリング社（現ウェスチングハウス）が設計を行った加圧水型軽水炉。パロベルデ原子力発電所で3台が建設された。System80+はその改良型で、改良型軽水炉などとも呼ばれる。改良によって炉心損傷頻度は1/121にまで下がっているとされ、出力が130万kwに増加、経済性も向上している。なお、コンバッション・エンジニアリング社はアセア・ブラウン・ボベリ社に買収された後に、ウェスチングハウスの傘下に入っている。
System80は韓国で採用され、改良標準化を図った後、OPR-1000として霊光原子力発電所の5号機と6号機、蔚珍原子力発電所3号機から6号機で採用されている。韓国はその後System80+の改良型であるAPR-1400を開発している。

## 註
1. ↑  EIA - New Reactor Design
2. ↑  ABB CE Nuclear Power's System 80+ (englisch)
3. ↑  Light Water Reactors for the Next Century
4. ↑  System80とSystem80+の炉心損傷頻度の比較
5. ↑  加圧水型原子炉（PWR）(02-01-01-02)
6. ↑  韓国標準型軽水炉（KSNP）(02-01-01-11)
7. ↑  The System 80+ (英語) (archivierte Version des Internet Archive vom 30. Dezember 2007)
8. ↑  World Nuclear Association - Advanced Nuclear Power Reactors (englisch)